# Hieronymus Froben

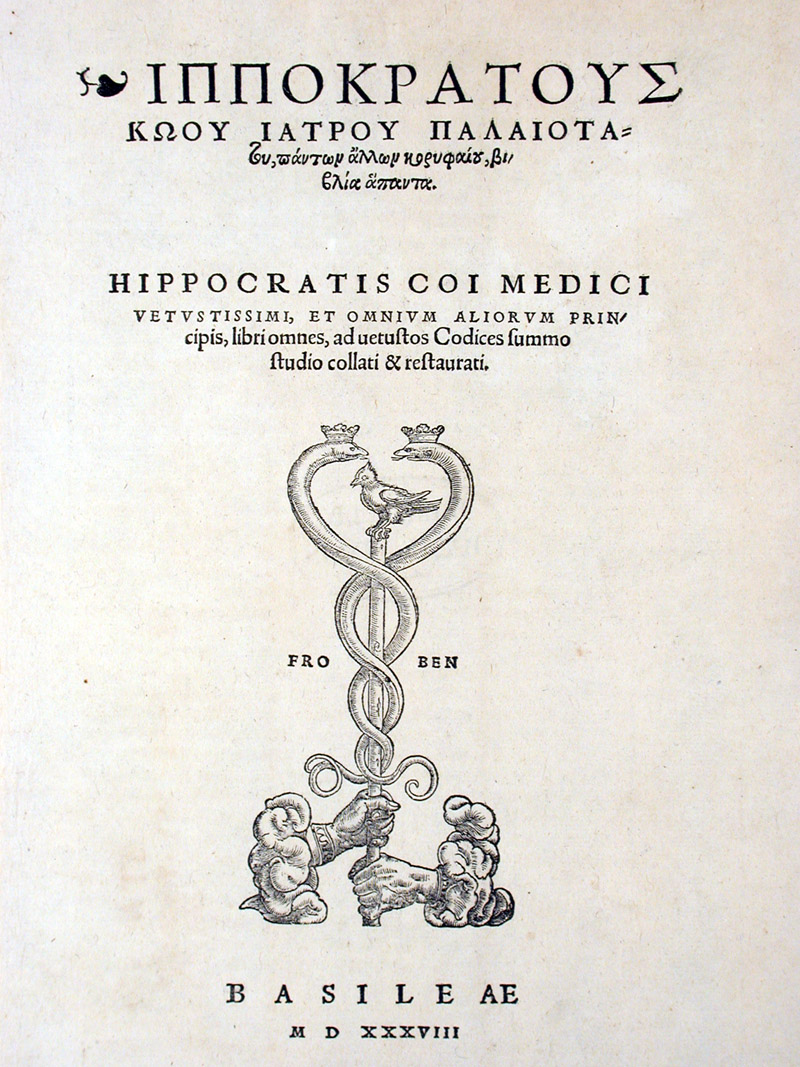
Título de la edición de 1538 de Hipócrates con la marca de impresor de los Froben

Hieronymus Froben (1501–1563) fue un famoso pionero impresor en Basilea y el mayor de los hijos de Johann Froben. Se educó en la Universidad de Basilea y realizó numerosos viajes por Europa.
Tanto él, como su padre y su cuñado Nicolaus Episcopius fueron conocidos por su colaboración con Erasmo para la edición de sus obras y por hacer de Basilea un importante centro de la impresión en el Renacimiento. Entre sus ediciones se incluye la primera edición en latín de la obra de Georgius Agricola De Re Metallica en 1556, y por haber incorporado en algunas los grabados Hans Holbein el Joven. Sus hijos Ambrosius y Aurelius continuaron con la empresa de su padre, que continuó su labor dentro del a familia hasta finales del siguiente siglo.